# 75-мм кавалерийская пушка Тип 41
75-мм кавалерийская пушка Тип 41 (яп. 四一式騎砲, ёнъитисики кихо:) — японское полевое орудие калибра 75 мм, принятое на вооружение Императорской армией Японии в 1908 году. Название Тип 41 было дано в честь 41 года эпохи Мэйдзи (1908 год).

## Описание

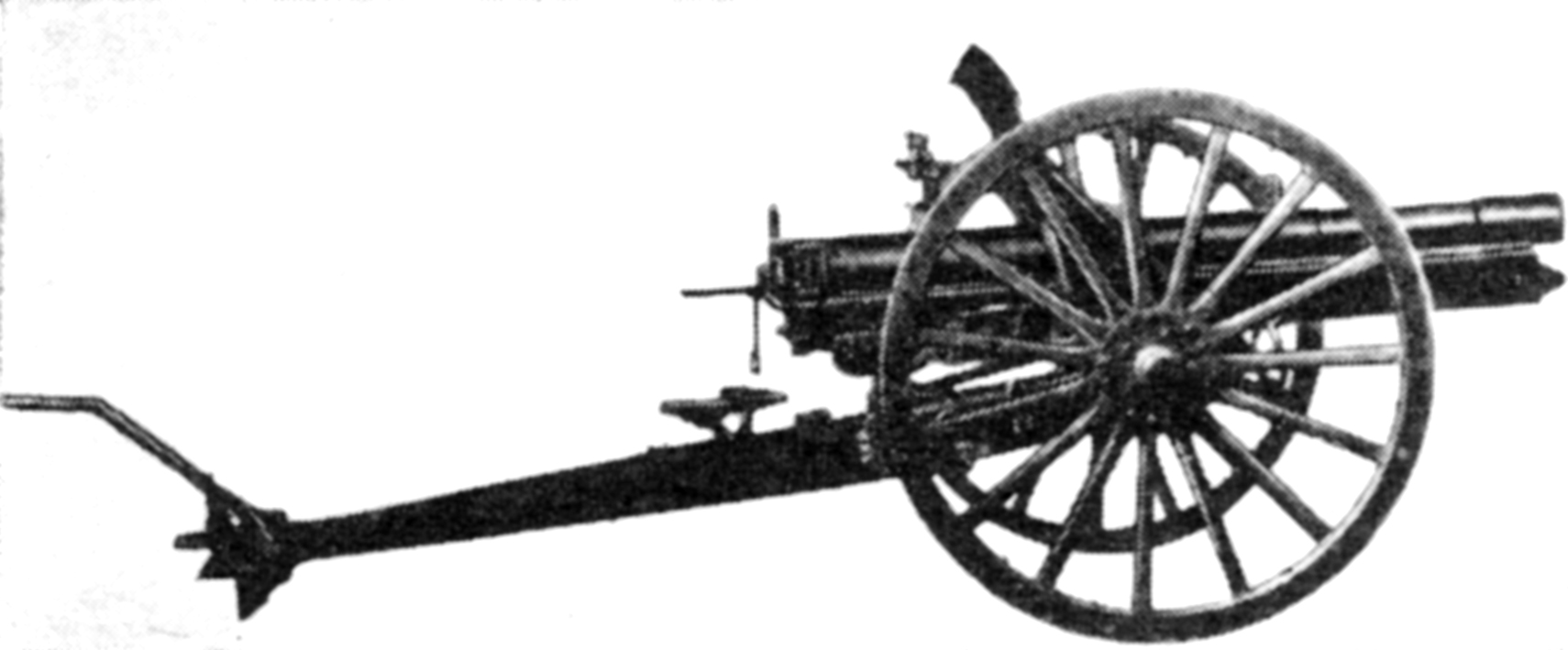
Вид сбоку

75-мм кавалерийская пушка представляет собой слегка облегчённую (примерно на 50 кг легче) версию 75-мм артиллерийского орудия Тип 38, которое было сконструировано на базе орудия 1905 года фирмы Krupp. Это орудие было основным артиллерийским орудием подразделений, входивших в кавалерийские формирования Императорской армии Японии.
Технически относится к орудиям типа Schneider, было специально разработано для обеспечения огневой поддержки кавалерийским полкам. Дизайн в целом не отличается от оригинального 75-мм полевого артиллерийского орудия Тип 38, предназначенного для огневой поддержки пехоты. По конструкции от орудия также отличалось прерывистой резьбой в нарезной части казённого среза ствола.
К началу Второй мировой войны оно полностью устарело, однако использовалось в ограниченных количествах, несмотря на то, что его уже заменяли 75-мм полевым артиллерийским орудием Тип 95.